# جيلبيرت لويس
جيلبيرت لويس (بالإنجليزية: Gilbert Lewis)‏ هو ممثل أمريكي، ولد في 6 أبريل 1941 بفيلادلفيا في الولايات المتحدة، وتوفي بنفس المكان في 7 مايو 2015.

## وصلات خارجية
- جيلبيرت لويس على موقع IMDb (الإنجليزية)
- جيلبيرت لويس على موقع أول موفي (الإنجليزية)
- جيلبيرت لويس على موقع قاعدة بيانات الفيلم (الإنجليزية)